# Лоца
Лоца (итал. Lozza) је насеље у Италији у округу Варезе, региону Ломбардија.
Према процени из 2011. у насељу је живело 1234 становника. Насеље се налази на надморској висини од 337 м.

## Становништво
Према резултатима пописа становништва 2011. у општини је живело 1.237 становника.
| 1936. | 1951. | 1961. | 1971. | 1981. | 1991. | 2001. | 2011. |
| ----- | ----- | ----- | ----- | ----- | ----- | ----- | ----- |
| 650   | 682   | 827   | 1.009 | 944   | 890   | 951   | 1.237 |